# Holger Stark (Biochemiker)
Holger Stark (* 1967 in Stuttgart) ist ein deutscher Biochemiker und Direktor der Abteilung Strukturelle Dynamik am Max-Planck-Institut für Multidisziplinäre Naturwissenschaften in Göttingen. 
1996 schloss er sein Studium der Biochemie an der Freien Universität Berlin mit der Promotion ab. Von 1997 bis 1998 war er als Postdoc am Imperial College London tätig. Anschließend war er bis 1999 Leiter einer Nachwuchsforschungsgruppe an der Universität Marburg. Ab 2000 war er Forschungsgruppenleiter am Max-Planck-Institut für biophysikalische Chemie in Göttingen, seit 2005 der Forschungsgruppe BioFuture. Seit 2007 ist er Professor an der Georg-August-Universität Göttingen und Direktor der Abteilung Strukturelle Dynamik am MPI für biophysikalische Chemie, welches 2022 mit dem Max-Planck-Institut für experimentelle Medizin zum Max-Planck-Institut für Multidisziplinäre Naturwissenschaften fusionierte.
Er forscht auf dem Gebiet der Strukturbiologie und 3D Elektronen Kryo-Mikroskopie. 2018 wurde er zum Mitglied der Deutschen Akademie der Naturforscher Leopoldina gewählt.
Im Jahr 2024 unterzeichnete Stark eine Kooperation mit dem französischen Unternehmen NovAlix zur Wirkstoffentdeckung.

## Auszeichnungen
- 1997: Otto-Hahn-Medaille der Max-Planck-Gesellschaft[3]
- 1998: Förderpreis der Deutschen Gesellschaft für Elektronenmikroskopie[3]
- 2005: BioFuture-Preis[3]
- 2013: Ernst-Ruska-Preis[4]